# Non Non Biyori
Non Non Biyori (のんのんびより? lett. "Rilassante" o "Senza preoccupazioni") è un manga scritto e disegnato da Atto. La serie è serializzata nella rivista Monthly Comic Alive di Media Factory dal settembre 2009. Un adattamento anime di 12 episodi è stato prodotto dalla Silver Link, diretto da Shin'ya Kawatsura e trasmesso in Giappone sulle reti TV Tokyo, AT-X, TV Aichi e TV Osaka dal 7 ottobre al 23 dicembre 2013.
Una seconda stagione intitolata Non Non Biyori Repeat (のんのんびより りぴーと?, Non non biyori ripiito) è andata in onda dal 6 luglio al 21 settembre 2015 e si compone di altri 12 episodi.
Una terza stagione intitolata Non Non Biyori Nonstop (のんのんびより のんすとっぷ?, Non non biyori nonsutoppu) è andata in onda dall'11 gennaio al 29 marzo 2021 e si compone di altri 12 episodi.

## Trama
La storia è ambientata ad Asahigaoka, una piccola cittadina di campagna, un luogo privo di comodità a cui la gente di città è abituata. I negozi sono molto distanti dal villaggio e la scuola è composta da soli cinque studenti, che frequentano diversi anni scolastici nella stessa classe. Hotaru Ichijō, studentessa di quinta elementare, si trasferisce da Tokyo, dove si adatta ai ritmi rallentati del villaggio. Le sue compagne sono Natsumi, che fa la prima media, Komari, studentessa di seconda media, Renge, in prima elementare, e il fratello maggiore di Komari e Natsumi, Suguru, che frequenta la terza media.

## Personaggi
Hotaru Ichijo (一条 蛍?, Ichijō Hotaru)
Doppiata da: Rie Murakawa (ed. giapponese), Valentina Favazza (ed. italiana)
Hotaru è una studentessa di quinta elementare che si trasferisce nella scuola di Asahigaoka da Tokyo. A causa della sua altezza e della sua mentalità matura, Hotaru non somiglia affatto ad una studentessa di quinta elementare, quindi spesso viene trattata come un'adulta. È molto calma e composta, ma nasconde un lato infantile. È ossessionata dalla sua senpai Komari.
Renge Miyauchi (宮内 れんげ?, Miyauchi Renge)
Doppiata da: Kotori Koiwai (ed. giapponese), Elisabetta Spinelli (ed. italiana)
Renge è una studentessa di prima elementare della scuola di Asahigaoka, adora salutare le sue migliori amiche con la sua espressione "Nyanpasū", un termine senza senso che usa in luogo di "Buongiorno".
Nonostante la sua età, si dimostra molto perspicace. È la sorella minore di Hikage e Kazuho.
Natsumi Koshigaya (越谷 夏海?, Koshigaya Natsumi)
Doppiata da: Ayane Sakura (ed. giapponese), Loretta Di Pisa (ed. italiana)
Natsumi è una studentessa di prima media della scuola di Asahigaoka, lei è più alta di sua sorella maggiore, Komari. Molto ribelle e spensierata nei confronti di sua madre, adora fare scherzi a sua sorella e va male a scuola.
Komari Koshigaya (越谷 小鞠?, Koshigaya Komari)
Doppiata da: Kana Asumi (ed. giapponese), Cinzia Massironi (ed. italiana)
Komari è una studentessa di seconda media della scuola di Asahigaoka, ed è la sorella maggiore di Natsumi. Si lamenta della sua bassa altezza, motivo per cui ogni tanto la sorella minore Natsumi la dileggia. È molto innocente e si spaventa facilmente, cosa che Natsumi sfrutta per i suoi scherzi.
Kazuho Miyauchi (宮内 一穂?, Miyauchi Kazuho)
Doppiata da: Kaori Nazuka
Kazuho è la sorella maggiore di Renge e Hikage, è l'unica insegnante della scuola di Asahigaoka. Passa la maggior parte del suo tempo a dormire, nel momento in cui i suoi alunni studiano individualmente, lei ne approfitta per schiacciare un pisolino.
Hikage Miyauchi (宮内 ひかげ?, Miyauchi Hikage)
Doppiata da: Misato Fukuen (ed. giapponese), Perla Liberatori (ed. italiana)
Hikage è la sorella maggiore di Renge, ed è una studentessa del primo anno in un liceo di Tokyo. Hikage appare in un'altra opera di Atto intitolata Koakuma Meringue (こあくまメレンゲ? let. "Il Piccolo Diavolo di Meringa "). Quando torna al villaggio, inizia a vantarsi con le sue sorelle e le sue amiche di essere andata in città, fatta eccezione per Hotaru.
Kaede Kagayama (加賀山 楓?, Kagayama Kaede)
Doppiata da: Rina Satō (ed. giapponese), Luca Semeraro (ed. italiana)
Kaede, 20 anni, è una diplomata della scuola di Asahigaoka e gestisce un negozio di caramelle, gli abitanti del posto la chiamano "Dolciaria". Il suo locale gestisce anche un'attività di noleggio sci.

## Sigle
- Il Buon Tempo in 7 Colori (なないろびより?, Nanairo Biyori) interpretata da Nano Ripe è la sigla d'apertura della prima stagione dell'anime.
- Non Non Biyori (のんのん日和?, Non'Non Biyori) composta da Zaq e cantata da Rie Murakawa, Ayane Sakura, Kana Asumi e Kotori Koiwai è la sigla di chiusura della prima stagione dell'anime.
- Parole al Vento (こだまことだま?, Kodama Kotodama) interpretata da Nano Ripe è la sigla d'apertura della seconda stagione dell'anime.
- Bentornato a Casa (おかえり?, Okaeri) interpretata da Murakawa, Sakura, Asumi e Koiwai, è la sigla di chiusura della seconda stagione dell'anime.